# Singer Motors
Singer – brytyjska marka samochodów działająca w latach 1904–1970.

## Historia firmy

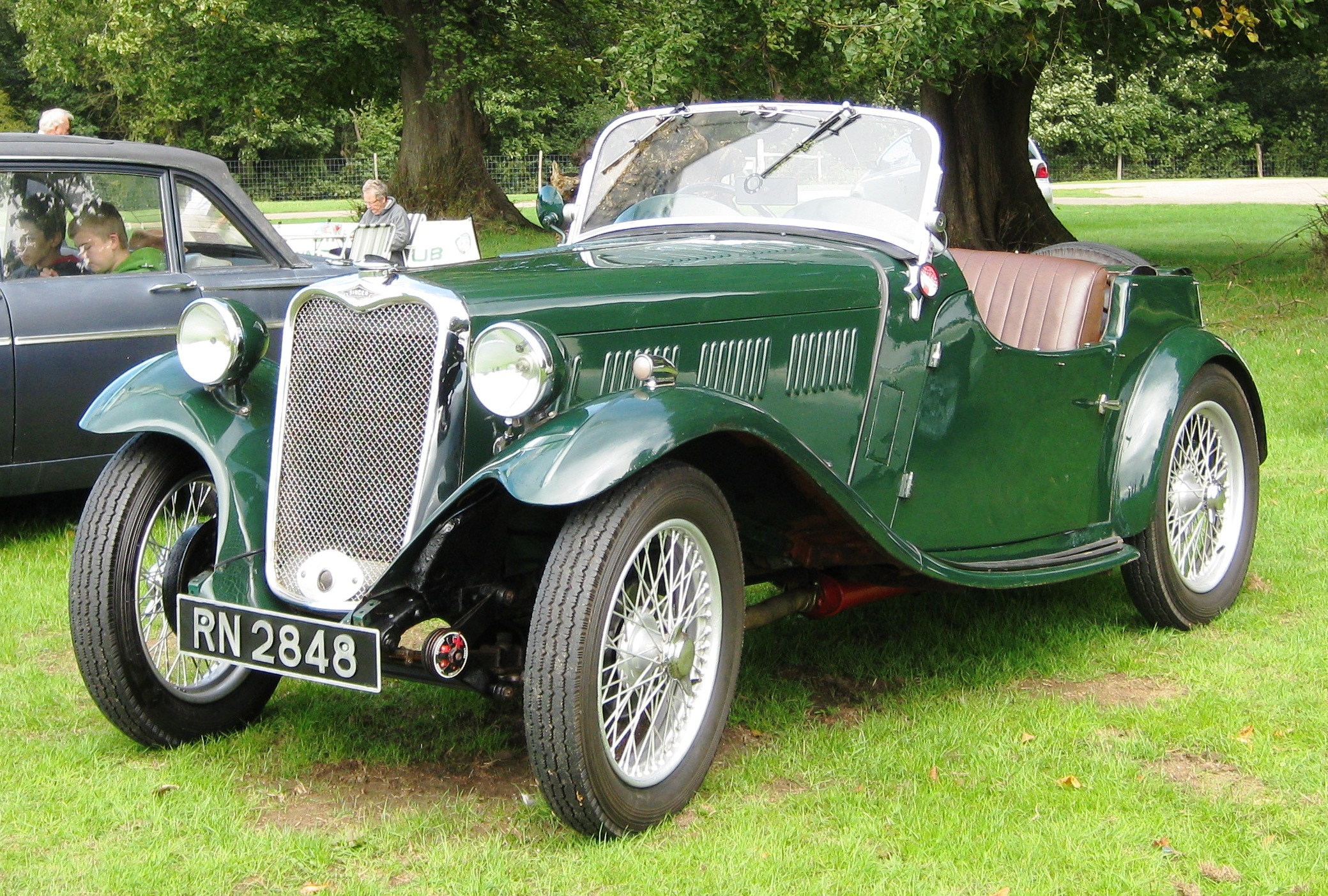
Singer 9 Sports (1933)

Mieszcząca się w przemysłowym Coventry firma Singer & Co. Ltd. zaczęła wytwarzać w 1904 roku trójkołowe auta z trzycylindrowym silnikiem ohc Lea Francis. W 1906 roku budowano konwencjonalne czterokołowe samochody z czterocylindrowymi silnikami, częściowo pochodzącymi z firmy White & Poppe. Singer uchodził za niezłe auto sportowe, szczególnie dobre wyniki osiągał w produkowany od 1912 roku pełen temperamentu 1.1 litrowiec. W 1927 roku mały model Singera z 850 cm³ silnikiem o nazwie Junior odniósł wielki sukces w konkurencji z Morrisem i Austinem; także w latach trzydziestych był mały Singer doskonale sprzedającym się modelem, który można było później nabyć także z silnikiem ohc. 

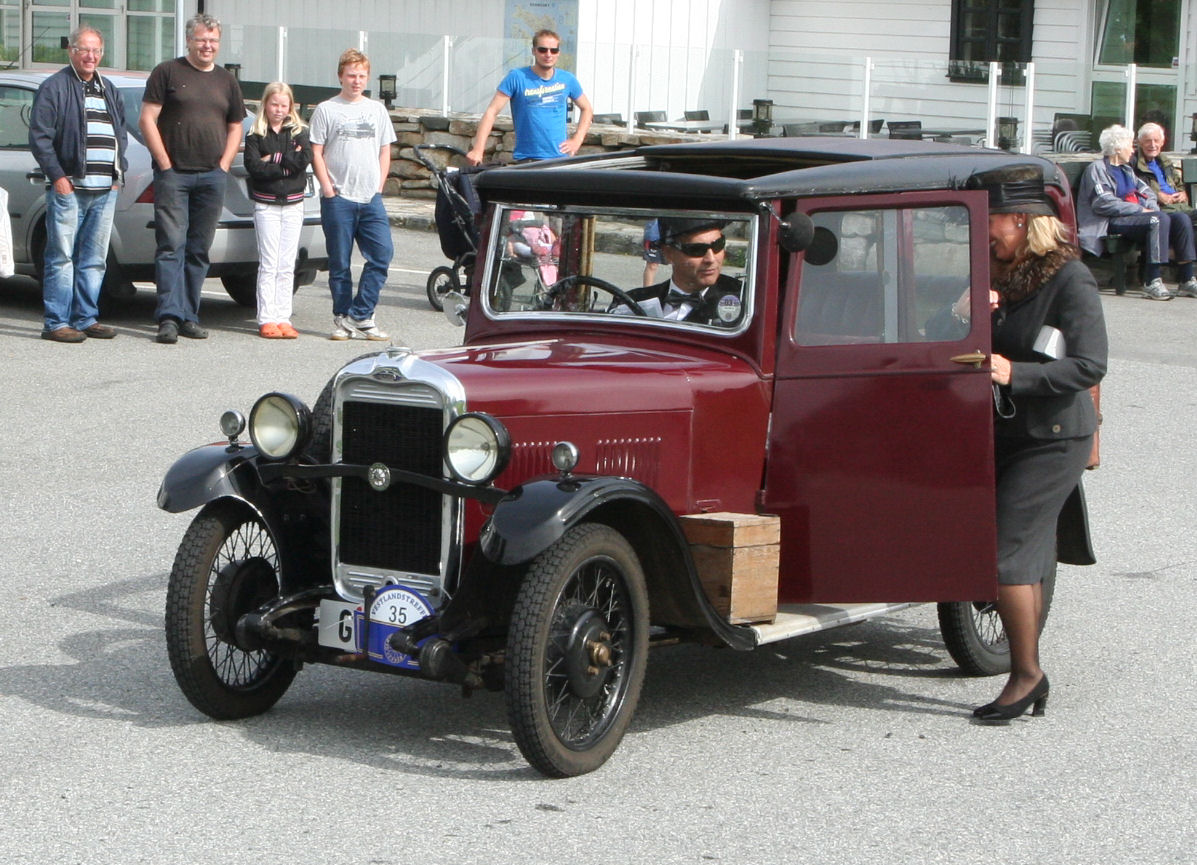
1931 Singer Junior Saloon 8 HP

Silniki Singera były bardzo sprawne i przy tym długowieczne (wykorzystywali je również inni producenci samochodów, np. H.R.G.). W swej podstawowej konstrukcji nie uległy one zmianie jeszcze w latach pięćdziesiątych. Singer Nine (9HP) był, szczególnie w sportowym wariancie, bardzo lubianym pojazdem i konkurował skutecznie z MG i Triumphem. Silnik ohc 1100 cm³ był produkowany do 1951 roku. SM 1500 był produkowany po wojnie jako nowy model z pontonową, ale ciągle oddzielną karoserią. Po wejściu przedsiębiorstwa do koncernu Rootes doszło do wymieszania elementów składowych Singera z Hillmanem (Hillman Minx/Singer Gazelle). Po przejęciu Rootes Group, do której Singer należał od 1956 roku, przez koncern Chryslera, od 1970 roku nazwa marki Singer wychodzi z użycia.
|  |